# Солана, Хесус Анхель
Хесус Анхель Солана Бермехо (исп. Jesús Ángel Solana Bermejo; род. 25 декабря 1964, Арнедо, Риоха) — испанский футболист, защитник.

## Карьера

### Клубная карьера
Во взрослом футболе дебютировал в 1984 году в клубе «Реал Мадрид Кастилья», а один сезон спустя начал выступать за «Реал Мадрид».
Вместе с клубом Солана пять раз становился чемпионом Испании, а также выигрывал национальный кубок. В 1986 году клуб смог одержать победу над «Кёльном», завоевав второй в истории клуба Кубок УЕФА. Вместе с командой Солана также дважды выигрывал Суперкубок Испании.
В 1991 году перешёл в клуб «Реал Сарагоса», где провёл следующие девять сезонов своей игровой карьеры. В сезоне 1993/94 вместе с клубом вновь стал обладателем Кубка Испании, обыграв «Сельту» в финале турнира. В следующем сезоне команда выиграла Кубок обладателей кубков УЕФА.
Завершил карьеру футболиста в 2000 году.

### Карьера в сборной
16 ноября 1988 года провёл свой единственный матч в составе национальной сборной Испании, заменив Кике Санчеса Флореса на 83-й минуте отборочного матча чемпионата мира по футболу 1990 года против сборной Ирландии.

### Тренерская карьера
В 2003 году Солана возглавил тренерский штаб клуба «Реал Сарагоса B». Спустя два сезона он покинул клуб, но затем вновь вернулся в сезоне 2012/13, чтобы предотвратить вылет команды из Сегунды B.

## Достижения
«Реал Мадрид»
- Чемпион Испании: 1985/86, 1986/87, 1987/88, 1988/89, 1989/90
- Обладатель Кубка Испании: 1988/89
- Обладатель Суперкубка Испании: 1988, 1990
- Обладатель Кубка УЕФА: 1985/86

«Реал Сарагоса»
- Обладатель Кубка Испании: 1993/94
- Обладатель Кубка обладателей кубков УЕФА: 1994/95